# Giuseppina Princi
Giuseppina Princi, detta Giusi (Reggio Calabria, 27 settembre 1972), è una politica italiana.

## Biografia
Nata a Reggio Calabria, trascorre l'infanzia a Mannoli, frazione del comune di Santo Stefano in Aspromonte (Reggio Calabria). Si laurea in scienze dell'educazione e della formazione con 110 e lode all'Università di Messina.
Docente dal 1992, diviene dirigente scolastica del liceo scientifico Leonardo da Vinci di Reggio Calabria nel 2010. Sotto la sua guida, l'istituto viene premiato dal presidente della Repubblica nel 2017 per le buone pratiche in ambito legale. Princi è stata anche membro del comitato di indirizzo per il corso di laurea in scienze storiche dell'Università di Messina e del comitato scientifico del percorso ASL presso l'Università Mediterranea di Reggio Calabria. 
Ha collaborato con il MIUR in progetti di orientamento biomedico sanitario e didattica laboratoriale delle scienze.
Nel 2021 viene nominata vicepresidente della Regione Calabria, con deleghe all'istruzione e università, al lavoro, al bilancio e alle azioni di sviluppo per la città metropolitana di Reggio Calabria.
Nel maggio del 2024, in occasione delle elezioni europee, viene candidata nella lista di Forza Italia per la circoscrizione meridionale, venendo eletta con 84.232 preferenze.

## Lo scambio di persona
Per uno scambio di persona, a maggio 2025 è stata coinvolta ingiustamente nel Huaweigate e la procura belga ha chiesto la revoca dell'immunità parlamentare, insieme a quella di altri eurodeputati. In meno di 24 ore, però, la procura è tornata sui suoi passi riconoscendo la sua totale estraneità al caso e ritirando la richiesta di revoca dell'immunità. A Giusi Princi era stato contestato di aver preso parte, a giugno 2024, a un incontro a Bruxelles al quale, però, non aveva mai partecipato: in quelle stesse ore si trovava a duemila chilometri di distanza, a Reggio Calabria, alla recita scolastica della figlia, così come dimostrato da video riprese e immagini fotografiche. Inoltre, in quella data, non ricopriva il ruolo di europarlamentare. Con una lettera indirizzata alla Presidente del Parlamento europeo Roberta Metsola, quindi, in meno di 24 ore la procura belga ha affermato che il giudice istruttore ha ricevuto dalla polizia federale nuovi elementi che giustificano il ritiro puro e semplice della richiesta di revoca dell'immunità parlamentare. Una verità venuta fuori in tempi record grazie al coraggio e alla fermezza di Giusi Princi che ha fatto valere le sue ragioni. "La verità negata va rivendicata a testa alta con forza, coraggio, perseveranza e determinazione. Mai temere quando si è sicuri della propria integrità morale", ha scritto in un video pubblicato sui suoi canali social.